# 桃城武
桃城武（ももしろ たけし）は、許斐剛作の漫画作品およびそれを原作としたアニメ『テニスの王子様』、『新テニスの王子様』に登場する架空の人物である。アニメ版の声優は小野坂昌也。実写映画版の俳優は加治将樹。ミュージカル版の俳優はミュージカル・テニスの王子様/2ndシーズン/3rdシーズン/4thシーズン/ミュージカル・新テニスの王子様を参照のこと。

## プロフィール
- 学校：青春学園中等部
- 学年：2年8組16番
- 所属委員会：なし
- 誕生日：7月23日
- 星座：しし座
- 血液型：O型
- 身長：170cm→172cm
- 体重：58kg→60kg
- 足のサイズ：27cm
- 視力：左右2.0
- 利き腕：右
- 使用メーカー
  - ラケット：MIZUNO（PROLIGHT P10 Ti Hyper）
  - シューズ：PUMA（アスピレーションPT0631 0020）
- プレイスタイル：アグレッシブ・ベースライナー[1]

### ステータス
【スピード - 3 /パワー - 4 /スタミナ - 3 / メンタル - 3 /テクニック - 3】

## 人物
抜群の身体能力を武器に豪快かつ繊細さを持ち合わせたテニスを得意とする。口癖は「（〜しちゃ）いけね〜な、いけね〜よ」や「ど〜ん」。熱血漢であると同時に、上下関係にこだわらない人懐っこい性格の持ち主で、後輩には「桃ちゃん先輩」と呼ばれている（リョーマは「桃先輩」）。手塚も認める「青学一のクセ者」で、乾曰く「誰よりも冷静に周りを見ることの出来る洞察力を持つ」。この洞察力と判断力で菊丸や河村、海堂といった個性豊かな選手とのダブルスで何度となく危機を救った。ただし、自分勝手なプレーが目立つリョーマとのダブルスだけは苦手な様子で、地区予選の玉林戦では勝ったものの、各々シングルスをしていたような内容だったことからスミレからリョーマ共々叱られ、ペナルティとして決勝の不動峰戦は出場できなかった。海堂とはしょっちゅう喧嘩をする間柄だが、良きライバル関係でもあり、ダブルスを組んで試合に勝ってもいる。手塚とは違った形でリョーマの事を非常に気に掛けており、初対面時から親しげに声を掛け、練習帰りや試合当日に後輩であるリョーマを自転車の後ろに乗せて送迎した事も多い。全国大会決勝時はリョーマが軽井沢から戻れないと知ると、連れ戻して来ると言って試合会場を飛び出そうとし、リョーマの記憶喪失を回復させるために尽力した。テレビアニメ終盤のオリジナルエピソードでは、リョーマのテニスプレイヤーとしての進退に大きな影響を与えるなど、彼との友情を深く描くシーンも多くあった。
都大会準々決勝の聖ルドルフ戦では海堂とD2で出場し、柳沢・木更津淳ペアと対戦。観月のデータに基づいた苦手コースばかりを狙われて苦戦するが、海堂の「ブーメランスネイク」を返した淳の球が自身の「ダンクスマッシュ」を誘発することになり、それを頬に喰らった柳沢の気絶により、棄権勝ちした。その試合のようにパワー系の技が多いが、所々にドロップショットを織り交ぜ囮にしたり、「ダンクスマッシュ」と見せ掛けた「ドロップボレー」など、テクニカルな面も持ち合わせている。関東大会前の校内ランキング戦で乾らに敗れてレギュラー落ちしてしまうが、1回戦の氷帝戦では直前に怪我をした大石の代打として、菊丸とD2で急遽出場することに。急造ペアながら黄金ペアの十八番「オーストラリアン・フォーメーション」を披露したり、曲者ぶりを発揮して忍足・向日ペアに勝利した。その後も手塚が跡部との試合で負傷して戦線離脱したことで、試合に出続けた。全国大会でもレギュラーとして4試合中2試合に出場。準決勝の四天宝寺戦では海堂と組んで金色・一氏ペアと対戦。海堂の必殺技である「スネイク」や「トルネードスネイク」なども披露し、勝利した。元から制球力もあったが、全国大会以降は凝視しなければ見つけられない小石に、ボールを当てられるほどのコントロールをさらに身に付け、パワーテニスからテクニックを重視したテニスへと変化を遂げる。更に山ごもりの修行の成果で、天候や人の心理状態を読みとる「読心」を会得し、風の気流を読んでボールの軌道を操ったり、太陽の光や自分の影を使った戦法も身につける。
手塚曰く「噴火前の火山」。強い選手と戦えば戦うほど強くなる素質を持ち、都大会決勝のジュニア選抜の千石清純との試合では、痙攣を起こし、圧倒的に不利な状況の末に「ジャックナイフ」を会得して勝利する。また「読心」の天敵とも言える「無心」を持ち合わせる氷帝の天才・忍足侑士との全国大会準々決勝での試合では惜敗するも、頭からの流血を吹き飛ばすフルパワーでのゴリ押しテニスで忍足を驚愕させ、得意の「ダンクスマッシュ」では「羆落とし」の効果を打ち消し、ガットを突き破るというパワーを見せつけた。
『新‐』では、U-17日本代表合宿に参加。合宿参加後、初めての入れ替わり戦で中学生から唯一選ばれ、鬼と対戦するがブラックジャックナイフを受け手首を負傷し、1ポイントも取れず敗北。脱落を賭けたタイブレークマッチでは千石と対戦予定だったが、手首の負傷が完治せず棄権。その後、崖の上のコートでの特訓を経て、「革命軍」として2番コートに所属。忍足謙也とダブルスを組み、1軍の平・原ペアと対戦し「ブラックジャックナイフ」を披露と同時に流れを持ち込みそのまま勝利。1軍のNo.19のバッジを取得した。
W杯では決勝トーナメント直前に戻ってきた越前を叱咤するも実態は嬉しく思っていた。叱咤した後に忍足と共に1回戦の相手であるアラメノマ代表の練習を偵察。そこでアラメノマ代表選手と試合をし、「NEO・ブラックジャックナイフ」を披露するも精神を同調され、忍足に助けられる。3年生引退後は大石の後を継ぎ、副部長に就任する。

## 得意技
弾丸サーブ
スピードとパワーを併せた強力なサーブ。
ダンクスマッシュ
持ち前の驚異の跳躍力を生かして高打点から放たれる強力なスマッシュ。周囲からも桃城の十八番と認められる。
ジャックナイフ
前足1本で跳び、体の軸を中心にして打つ。
ブラックジャックナイフ
進化したジャックナイフ。鬼の得意技でもある。
NEO・ブラックジャックナイフ
進化したブラックジャックナイフ。
読心
風の動き、打球音、対戦相手のしぐさ、呼吸眼の動き等から相手の心理状態まで読み取る程の洞察力。

## キャラクターソング

### シングル
|     | 発売日         | タイトル | 規格品番   |
| --- | -------------- | -------- | ---------- |
| 1st | 2002年9月4日   | JUMP     | NECM-11009 |
| 2nd | 2004年12月22日 | SAYONARA | NECM-10012 |

## 参考
1. ↑  『公式ファンブック テニスの王子様10.5』、『公式ファンブック テニスの王子様20.5』、『公式ファンブック テニスの王子様40.5』をそれぞれ参照。
2. ↑  『新テニスの王子様』10.5巻参照。
3. ↑  原作2巻8話